# Brachycorythis henryi
Brachycorythis henryi är en orkidéart som först beskrevs av Rudolf Schlechter, och fick sitt nu gällande namn av Victor Samuel Summerhayes. Brachycorythis henryi ingår i släktet Brachycorythis och familjen orkidéer. Inga underarter finns listade i Catalogue of Life.